# Церковь Димитрия Солунского (Потьма)
Церковь во имя Святого великомученика Димитрия Солунского — бывшая приходская церковь в селе Потьма Ульяновской области. Памятник архитектуры № 7300000154.

## История
Первый деревянный храм Димитрия Солунского в селе был построен в 1677 году, но в результате пожара 1860-х церковь сгорела. В 1864 году прихожанами села был построен новый деревянный тёплый храм Димитрия Солунского. Престолов в нём два: главный во имя св. великомученика Дмитрия Солунского и в приделе — во имя Святителя и Чудотворца Николая. В 1889 году храм был обнесён деревянной оградой, при церкви было кладбище. Причт состоял из священника и псаломщика.
В 30-годах XX века церковь была закрыта, колокольня и главы храма были разрушены в 1940-х годах. После войны храм был переделан под клуб, в притворе была установлена кинобудка, в трапезной и храмовой части установлены кресла, перед алтарём сделана сцена.
Храм утрачен в 1990-х годах в результате пожара. Ныне на месте храма стоит поклонный крест, напоминание о существовании когда-то в с. Потьма — Церкви во имя священномученика Димитрия Солунского.

## Духовенство
- священник Ахлупин Иван Матвеевич (с 1920 по 1936, переведён из Церкви Архангела Михаила села Котяково, репрессирован)[6].